# Fassia
Fassia és a gènere de fongs a la família Diatrypaceae de l'orde de les xilarials. És un gènere monotípic, amb una única espècie Fassia scabrosa.